# 痛快!ロックンロール通り
『痛快!ロックンロール通り』（つうかい ロックンロールどおり）は、TBSが製作した沢口靖子と後藤久美子のダブル主演によるライトコメディタッチの青春ドラマ。猪突猛進なバスガイド（沢口靖子）と何事にもクールな中学生（後藤久美子）の異母姉妹が様々な問題を乗り越えて、それぞれの夢に向かって進み続ける姿を描く。
1988年1月8日から同年3月25日まで、TBS系列で金曜日夜9時からの1時間枠で放映。全12回。
また、一年後の1989年3月30日に後日談『コンビ復活!!特別企画 痛快!ロックンロール通りファイナル』が90分スペシャル枠（木曜21:00 - 22:22）で放映された。

## あらすじ
北海道函館市に住む異母妹、中学生の山口あかねを引き取って東京で一緒に住むことになった岩下みどりはロックンローラーを夢見るバスガイド。美人ではあるが、音痴なのがアダ。そのため、自称・音楽教師だという矢吹譲二にレッスンを受けることにする。矢吹はかつては一世風靡したロックミュージシャンではあったものの、いまは落ちぶれて風来坊な暮らしをする日々。日銭を稼ぐ感覚で音楽事情に疎いみどりからレッスン料を巻き上げて逃げるつもりが、逆に怒ったみどりに付きまとわれてしまう。矢吹はさらに運が悪いのが重なり、別れた女房から幼い娘のマリを急に押しつけられたため、窮した彼は親子共々みどりの家に居候するはめに……。かくして4人の共同生活が始まった。

## 登場人物
- 岩下みどり：沢口靖子
22歳独身の美人。亡き父の遺してくれた都内の下町にある一軒家で慎ましく暮らすバスガイド。プロレスとロックが生き甲斐。良くも悪くも一本気な性格。妹の幸せを誰よりも願うが、それがお節介すぎるために妹といつも衝突する。好きな歌手はマドンナ。
- 山口あかね：後藤久美子
13歳の中学2年生。やはり美人。剣道と料理が得意。クールかつスマートな性格で世の中を渡る。それゆえ、何事にも妥協しないこと以外は直情的な姉とは性格が正反対でいつも衝突する。しかし、心の底では常に姉を慕っており、ふたりで助け合いながら新生活を送る。
- 矢吹譲二：三浦洋一
落ちぶれた元ロックスター。いまだ後輩ミュージシャンに慕われてそのプライドや態度は一流気取りだが、みどりの家に幼い娘のマリ共々居候している負い目で、我が強い異母姉妹の前では肩身が狭い。しかし、その居候生活のなかでみどりを好きになり、彼女とも両想いになるが…。なお、矢吹譲二とは芸名で本名は矢吹譲作。
- マリ：小泉朋子
矢吹の実娘で、幼稚園児。父とは性格が異なり素直で健気。そのため、居候先の異母姉妹に気に入られる。みどりを母のように慕い、あかねを姉のように慕う。奔放な性格の父のことを心配しているが、その父もまたマリについては弱い。
- 大川のぞみ：小林聡美
みどりの同僚のバスガイドで、彼女と一緒に矢吹に歌のレッスンを習う。みどりの家にも出入りしており、なにかとドタバタが巻き起こるみどりやあかね、矢吹らの間をそのサバサバした性格で取り持つ。
好きな歌手は、ホイットニー・ヒューストンとシンディ・ローパー。
- 黒沢竜二：関根勤
気が弱くて挙動不審なヤクザの若頭。自分でもヤクザにも親分にも向いていないと分かっているが、家業のためしぶしぶやっている。矢吹をライバル視し、みどりに惚れているがその性格ゆえ相手にされない。
- 殿山栄太郎：長塚京三
あかねが通う中学校のクラス担任で音楽教師。あかねにピアノの才能を見つけ、再三にわたって自ら英才教育しようとするが、ナルシストで粘着質な性格ゆえ拒絶され続ける。また、彼もみどりに惚れるが、やはりその性格ゆえ相手にされない。
- 高橋良明
あかねが函館に居た時の同級生。
- 室田日出男
- 原田喧太
- 本間優二
- 小坂一也
- 佐野史郎
- 初井言榮
- 根岸季衣
- 山下亜紀
- 久野翔子ほか

## スタッフ
- 脚本：矢島正雄
- プロデューサー：浅生憲章
- 演出：生野慈朗、赤地偉史、伊藤一尋、森山享

## 音楽
- 主題歌：TM NETWORK「RESISTANCE」
- 挿入歌：沢口靖子「Follow me」、後藤久美子「初恋に気づいて」

## 製作の概要
沢口靖子と後藤久美子というふたりの人気絶頂だった若手美人女優を起用して話題になる。前年、後藤と中山美穂を並び立てて起用して人気を博した『ママはアイドル』のキャスティング手法に、『セーラー服通り』（1986年）、『痛快!OL通り』（1986年）の「〜通り」シリーズのライトコメディタッチのガールズ・サクセスストーリーをドッキングさせた作品である。この黄金の組み合わせとゴクミの美少女ブームもあって視聴率は毎回20%を越すヒットドラマとなった。
物語や登場人物の関連性は一切ないものの、「〜通り」シリーズとしては前作にあたる『痛快!OL通り』に出演していた沢口靖子、長塚京三、関根勤、小林聡美など主要登場人物の多くがキャラクター設定をそのままにスピンオフさせて登場するなどして特色を出した。長塚京三と関根勤に至っては『セーラー服通り』から始まる全てのシリーズに登場している。また、全シリーズ共通して小室哲哉が主題歌の作曲を行っているが、本作のみTM NETWORKが主題歌を担当した（前2作はいずれも渡辺美里が主題歌を歌唱）。

## エピソード
- ドラマのタイトルのとおり、“ロックンロール”がストーリーの背景にも設定されて、毎回出演者による演奏や歌唱の場面が挿入される。沢口は役柄の設定どおり、当時現実でも歌手・マドンナのファンでもあった。一方、後藤の方は聴くのは好きだが、歌うのは大嫌いと公言していたが、当時のブームで所属事務所命令により歌手活動もさせられて、このドラマには半年ぶりのリリースとなった彼女の挿入歌「初恋に気づいて」が流れている。
- テーマ音楽を歌ったTM NETWORKは、同時期よみうりテレビのアニメ『シティーハンター（第1部）』の主題歌「Get Wild」も歌っていた。
- 三浦演じる矢吹譲二を慕うミュージシャンのたまご役で、ギタリスト・原田喧太がドラマ初出演。彼の実父である原田芳雄は主演のみどり・あかね姉妹の亡き父親役で遺影とその父親の弟役でカメオ出演した。
- あかねの北海道時代からのボーイフレンド役に高橋良明がセミレギュラーで出演。同時期、高橋は同じTBSのドラマ『オヨビでない奴!』（1987年10月 - 1988年3月）にも主演している。その作品では芸能界をテーマにした第13話『親子でアイドル!?』の冒頭場面で『痛快!ロックンロール通り』の収録場面を模したシーンが登場。沢口と後藤が本人役でゲスト出演して高橋とからんだ内輪ウケネタが織り込まれた。
- 後藤久美子は同枠での次作『パパは年中苦労する』において本人役でゲスト出演している。

## ソフト化情報
- 本放送直後にTBSの系列のパック・イン・ビデオから全7巻（各巻2話、SP版は単独収録）でビデオ化された。